# Una novia en apuros
Una novia en apuros es una película argentina dirigida por John Reinhardt sobre un guion de Conrado Nalé Roxlo según un argumento de Alexander Solt y Stephan Bekeffi que se estrenó el 10 de marzo de 1942 y que tuvo como protagonistas a José Alcántara, Manuel Alcón, Alicia Barrié, Héctor Calcaño, Lydia Lamaison, Adolfo Linvel, Felisa Mary, Eva Perón, Pedro Quartucci y Esteban Serrador.		

## Sinopsis
Una joven interrumpe su luna de miel con un farmacéutico para buscar al misterioso donante de un valioso anillo.

## Reparto
- José Alcántara
- Manuel Alcón
- Alicia Barrié
- Cayetano Biondo
- Héctor Calcaño
- Chela Cordero
- Rafael Falcón
- Rene Fischer Bauer
- Lydia Lamaison
- Adolfo Linvel
- Felisa Mary
- Manuel Perales
- Eva Perón
- Alfonso Pisano
- Pedro Quartucci
- José Ramírez
- Esteban Serrador
- Teresa Serrador
- Alberto Terrones

## Comentario
El crítico Domingo Di Nubila escribió que el filme ntentó la comedia sofisticada internacional sobre la base de una obra húngara “adaptada por John Reinhardt y Augusto Guibourg y dialogada por Conrado Nalé Roxlo. Ofreció situaciones y conversaciones picarescas entonces inéditas aquí pero no alcanzó el punto de sofisticación, tan escurridizo, en que se disimulan los artificios de estas ofertas. Se destacó en cambio por una excelente factura técnica en la que combinaron la soltura fílmica de Reinhardt, la luz de Paul Perry, los lujosos decorados de López Naguil, la música de Francisco Balaguer y la compaginación de Kurt Land. Los honores del reparto… se los llevaron Felisa Mary y Pedro Quartucci”.